# I Kong
Errol Kong, dit I Kong ou Ricky Storm, (né le 18 avril 1947) est un chanteur de reggae jamaïcain.

## Biographie
Il est né et a grandi à Kingston, d’un père chinois et d’une mère d’origine européenne. Il est le neveu de Leslie Kong.
Il a partagé l'affiche avec Bob Marley et Jimmy Cliff dans les années 1960/1970, chanté avec son groupe The Jamaicans. Il enregistre en 1972 le titre The Way It Is qui rencontre un grand succès,.
Après 30 ans d'absence, il sort un album en 2015 intitulé A Little Walk. Puis, en 2016 Pass It On, album jouant un reggae roots traditionnel avec des invités comme Ken Boothe ou Judy Mowatt.

## Albums
- 1979 : The way it is (1979 - Top Ranking) réédition en 2006 par le label VP Records
- 1992 : Ghetto Cry
- 2007 : The Forgotten Man (2007 - Gee Cee Marketing/I Kong Music)
- 2015 : A Little Walk (Fruits Records)
- 2016 : Pass It On (Fruits Records)